# 伯伊卡：終極鬥士
是一部2016年美國武打片，由托多·查普卡諾夫執導，2010年電影《終極鬥士3：贖罪》的續集，前集導演伊薩克·佛倫亭在本片改擔任監製及武打編排。由史考特·艾金斯再次主演尤里·波卡。電影2016年9月22日在奇幻電影節上首映，而美國則於2017年8月1日以DVD首映的方式發行。
該片弔念了2015年3月去世的怒族影業的製片人丹尼·勒納。

## 劇情
故事敘述傷勢已痊癒的尤里·伯伊卡在一場擂台賽上意外地殺死了對手，而使自己過意不去。當他在俄羅斯發現那個男人的妻子後，便開始為了尋求對方的原諒和對自我的贖罪，而自願幫助她；這使得尤里必須在一系列險峻的戰鬥中勝出。

## 演員
- 史考特·艾金斯飾演尤里·伯伊卡（Yuri Boyka）：前俄羅斯監獄拳王，擅長綜合格鬥。重獲自由後為了幫助艾瑪而自願與佐拉作交易。
- 泰奧多拉·杜豪尼科娃（英语：Teodora Duhovnikova）飾演艾瑪（Alma）：維克多的妻子，欠了佐拉一大筆債務。
- 馬丁·福特（Martyn Ford）飾演克許瑪／夢魘（Koshmar / Nightmare）：俄羅斯監獄的囚犯兼拳手，體格魁武、力量強大。
- 艾隆·艾巴特巴爾（英语：Alon Abutbul）飾演佐拉（Zourab）：俄羅斯黑幫領導，俄羅斯權勢最大的人之一。
- 布拉漢姆·艾克巴赫（Brahim Achabbakhe）飾演伊戈爾·卡茲米爾（Igor Kazmir）：佐拉手下的拳手，個性狂妄。
- 瓦倫丁·加內夫（英语：Valentin Ganev）飾演典獄長馬爾科夫（Warden Markov）：俄羅斯監獄的典獄長。
- 艾米里·德·法爾科（英语：Emilien De Falco）飾演維克多（Viktor）：俄羅斯拳手，在比賽中被尤里擊敗，最後重傷而亡。

## 製作
電影於2015年6月下旬在保加利亞開拍，直到2015年7月31日完成。

## 反響
《伯伊卡：終極鬥士》所獲得的評價以正面居多，在IMDB上持有7.1分。Kung-fu Kingdom網站的布萊德·柯蘭給了電影9／10的高分，他表示，「在英語世界中，至今甚至還未有製作地像《終極鬥士》系列如此好的武術片。」

## 外部連結
- 互联网电影数据库（IMDb）上《伯伊卡：終極鬥士》的资料（英文）
- 伯伊卡：終極鬥士的Facebook專頁